# Гамер
«Га́мер» (від англ. gamer, «геймер») — повнометражний художній фільм-драма знятий в Україні у 2012 році режисером Олегом Сенцовим. Сюжет фільму обертається навколо кіберспортивних буднів сімферопольського підлітка геймера Олексія, що намагається знайти гармонію між своїм реальним та віртуальним життям.
Міжнародна кінофестивальна прем'єра стрічки відбулася 28 січня 2012 року на Роттердамському кінофестивалі. Українська кінофестивальна прем'єра фільму відбулася 26 жовтня 2011 року на Київському кінофестивалі «Молодість» та 18 липня 2012 року на Одеському кінофестивалі, де фільм здобув перемогу у двох номінаціях.
Стрічка вийшла в обмежений кінопрокат в Росії 3 травня 2012 року; російський дистриб'ютор — P&I Films.

## Сюжет
У невеликому місті живе звичайний самотній хлопець на ім'я Олексій, хоча сам себе він називає ніком Косс, він — чудовий геймер. Косс не ходить до технікуму, конфліктує з мамою, у нього є свої малолітні фанати, він багато тренується, граючи у відеоігри і хоче стати ще кращим гравцем. Він майже не думає про майбутнє, доросле і жорстоке. Нарешті, він потрапляє на чемпіонат світу, займає там друге місце і повертається додому переможцем… Тим не менш, його життя лишається таким самим, а почуття щастя майже не торкається його емоційного стану. Але чи так він все уявляв? Підходить розчарування і усвідомлення своєї самотності та жалюгідного становища речей, — в нього немає нічого: ні нормальних стосунків з рідними, ні близьких друзів, ні коханої людини. Іноді він випиває зі знайомим пиво у місцевих барах, повертаючись додому під оковитою.> Але хто у цьому винен? Косс відкидає усі шанси навколишніх зблизитися з ним. Він один, на самоті з іграми, які вкрали в нього насичене життя і можливість адаптувати себе у суспільстві.
Усе, що він чує від дівчини, якій він ніби-то подобається: «А правда, що ти кудись там їздив? І щось там виграв?» Роздаючи автографи таким же місцевим «геймерам», як він, він ледве чи почуває себе краще. Уся його популярність закінчується колом таких як він, у мережі. Але у реальному світі, для навколишніх, він виглядає мовчазним невдахою. Це видно у ставленні до нього однолітків, особливо колишніх однокласників, що поступили разом із ним до університету. Там свої популярні особистості, а він там — лише тінь. Хлопець губиться у розчаруванні і депресії, — він більше не може грати так, як раніше… До нього приходить жорстоке розуміння, що його ігри обманули його, що вони — жорстока гра з його свідомістю, яка не мала раніше жодного розуміння реальності. Він жив у вигаданому світі, до того моменту, як виграв і програв водночас, але зрозумів, що ігри не мають жодного стосунку до реальності і його перспективи майбутнього. І він, немов людина, що втратила все і впала у глибоку депресію, йде після роботи і напивається горілки на самоті, потім блює у парку, зранку повертаючись додому, остаточно втративши себе…

## Знімальна група
- режисер — Олег Сенцов;
- сценарій — Олег Сенцов;
- продюсер — Олег Сенцов, Ольга Журженко;
- оператор — Єгор Петрик, Євгенія Врадій, Геннадій Веселков;
- художник — Євгенія Врадій;
- монтаж — Дмитро Кундрюцький .

## У ролях
- Владислав Жук — Косс,
- Олександр Федотов — Бура,
- Жанна Бірюк — мати,

## Український дубляж
Фільм дубльовано українською на «Студії 1+1» у 2014 році. Вперше фільм демонструвався з цим українськомовним дубляжем на телеканалі 1+1 10 червня 2014 року у рамках спецвипуску програми «Аргумент кіно». Згодом цю україномовну версію було також показано на «Тижні українського кіно» на підтримку Олега Сенцова, що проходив з 3 по 9 вересня 2014 року у київському кінотеатрі «Кінопанорама» та з 7 по 12 червня 2018 року у київському кінотеатрі «Ліра».

## Кошторис
Загальний кошторис фільму склав 160 тис. грн або $20 тис.
У 2012 році проєкт фільму «Гамер» виграв на 3-му пітчингу Держкіно; державне фінансування склало 160.0 тис. грн — 100 % відсотків від загального заявленого тоді кошторису фільму у 160.0 тис. грн (20 тис. доларів США).

## Реліз

### Кінопрокатний реліз
Вперше стрічка з оригінальним російським озвученням вийшла в російський обмежений прокат на трьох екранах 3 травня 2012 року й за перший тиждень зібрала $1,6 тис. Загалом стрічка зібрала $2,7 тис. за весь період кінопрокату в Росії.
Після того як Росія незаконно ув'язнила Сенцова, у червні 2014 році у Санкт-Петербурзі у правозахисному центрі «Меморіал» відбувся благодійний показ фільму «Гамер» з оригінальним російським озвученням, а згодом, 29 жовтня 2014 року, показ відбувся також і в Москві у посольстві України в Росії.

### Кінофестивальний реліз
В Україні стрічку з оригінальним російським озвученням вперше було представлено 26 жовтня 2011 року у рамках позаконкурсної програми «Українські прем'єри» на Київському міжнародному кінофестивалі «Молодість» та 18 липня 2012 року на III Одеському міжнародному кінофестивалі, де фільм отримав диплом Міжнародної федерації кінопреси (FIPRESCI) а також спеціальний диплом як повнометражний фільм, що заслужив особливу згадку журі.
У 2012 році стрічку з оригінальним російським озвученням також було представлено у конкурсній програмі  «Нагорода юнацької аудиторії - найкращий іноземний фільм» / «Youth Award - Best Foreign Film» Сан-Паулівського кінофестивалю, у конкурсній програмі «Нагорода юнацької аудиторії» / «Enfants Terribles» Ґіджонського кінофестивалю, у конкурсній програмі Московського кінофестивалю «2 in 1», у конкурсній програмі Роттердамського кінофестивалю, у конкурсній програмі Вісбаденського кінофестивалю GoEast, у конкурсній програмі «Конкурс молодого кіно» Мінського кінофестивалю «Лістапад» та у конкурсній програмі Ханти-мансійського кінофестивалю «Дух вогню», де стрічка здобула премію Гільдії кінознавців та кінокритиків Росії; стрічка на кінофестивалі «Дух вогню» була позначена як представник Росії.
У вересні 2013 році стрічку з оригінальним російським озвученням також було представлено серед 22 фільмів спеціальної програми Official Invitation – New and Much Talked About Films from Asia Фукуокського міжнародного кінофестивалю.
У липні 2014 року стрічку з оригінальним російським озвученням повторно показали на Одеському міжнародному кінофестивалі у рамках спеціального показу на підтримку Олега Сенцова.

## Нагороди
- 2012: фільм отримав диплом Міжнародної федерації кінопреси (FIPRESCI) а також спеціальний диплом журі Української конкурсної програми на Одеському міжнародному кінофестивалі 2012.[19][22]
- 2012: фільм здобув премію Гільдії кінознавців та кінокритиків Росії на Ханти-мансійському кінофестивалі «Дух вогню»; стрічка на кінофестивалі «Дух вогню» була позначена як представник Росії.[36]
- 2021: фільм зайняв 83-ю позицію у Переліку 100 найкращих фільмів в історії українського кіно - рейтингу 100 найкращих фільмів за всю історію існування українського кінематографу, обраних у червні 2021 року в результаті опитування представників(-ць) національної та міжнародної кінокритичної спільноти Національним центром Олександра Довженка.